# MKFC Stockholms folkhögskola

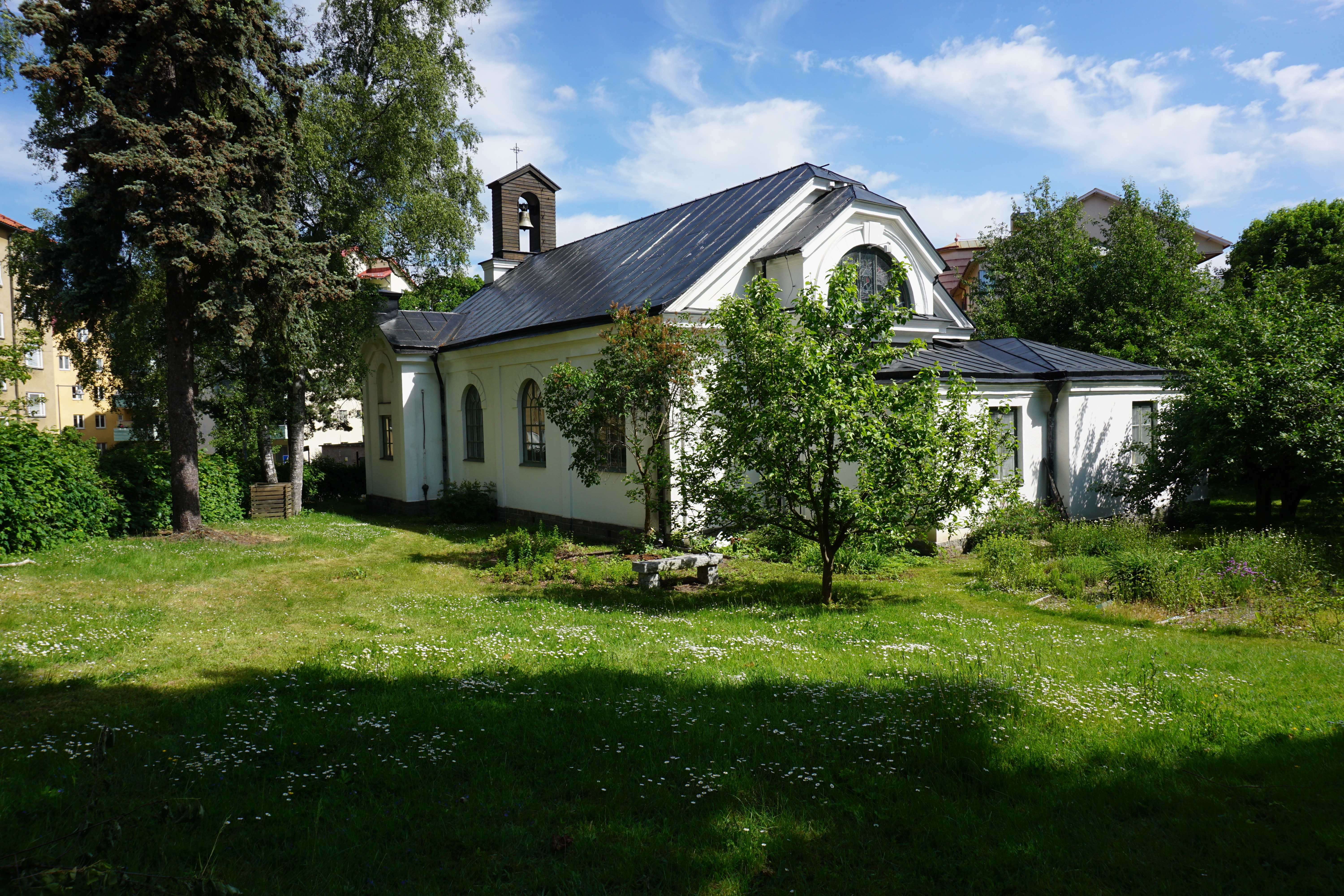
MKFC:s nya lokaler på Albygatan i Sundbyberg

MKFC Stockholms Folkhögskola började sin verksamhet som Rinkebys Folkhögskola. MKFC står för mångkulturellt folkbildningscentrum och det är också inriktningen på skolan. Drygt hälften av eleverna är av icke-svenskt ursprung. Huvudman för skolan är Mångkulturellt folkbildningscentrum (MKFC), ekonomisk förening.
MKFC Stockholms Folkhögskola har betygsrätt för SFI, Svenskundervisning för invandrare.[källa behövs]

## Historia
Mångkulturellt Folkbildningscentrum (MKFC) grundades 1991 i Rinkeby som Rinkeby Folkhögskola. Arbetet med distansundervisning på Internet har pågått sedan 1997. Folkhögskolan har numera flyttat sina lokaler till Alby kyrka i Sundbybergs kommun. År 2004 hade skolan störst antal deltagarveckor av Sveriges alla folkhögskolor. Idag ligger all utbildning på Internet. Från 2015 uppbär inte MKFC statsbidrag utan finansieras bland annat med SFI verksamhet, Svenska för invandrare. 